# Anna Synodinou
Anna Synodinou (em grego:  Άννα Συνοδινού; 21 de novembro de 1927 – 7 de janeiro de 2016) foi uma atriz e política grega.  
Nascida em Loutraki, ela estudou no Teatro Nacional da Escola de Drama da Grécia. Ela principalmente se destacou em antigo dramae ganhou o prêmio de teatro Kotopouli duas vezes. Ela também se apresentou em produções teatrais de Shakespeare. Ela teve um breve mas notável carreira no cinema, e uma presença escassa na televisão grega, onde ela foi premiada por seu papel na série Matomena Homata.
Ela foi eleita para o Parlamento Helénico para Nova Democracia MP em 1974 e manteve-se uma MP até 1990. Ela serviu como vice-ministra da Segurança Social de 1977 a 1981.